# Kettler (Unternehmen)
Die Unternehmen der Kettler-Gruppe entwickelten, produzierten und vertrieben Sportartikel, Gartenmöbel sowie Spiel- und Kinder-Produkte. Von Heinz Kettler 1949 als Familienunternehmen gegründet, wurde es später in mehrere Tochtergesellschaften unter dem Dach einer Holding aufgespalten. Zu Beginn der 2000er Jahre geriet die Gruppe zunehmend in Schwierigkeiten, die 2015 und 2018 zu Insolvenzverfahren und schließlich zu Betriebsschließungen führten.
Die Fahrradsparte wurde 2015 vom Fachhandelsverband ZEG übernommen und in die neu gegründete namensähnliche, aber nicht mehr mit der ursprünglichen Unternehmensgruppe Kettler zusammenhängende Kettler Alu-Rad GmbH mit Sitz in Köln überführt. Von 2020 bis 2024 liefen Sportgeräte unter dem Schweizer Unternehmen Trisport. Seit Dezember 2024 ist Fitshop Inhaber der Marke Kettler für den Bereich Sportgeräte.
Die von Heinz und Karin Kettler 1999 gegründete gemeinnützige Heinz-Kettler-Stiftung fördert den Behindertensport. 

## Unternehmensaufbau

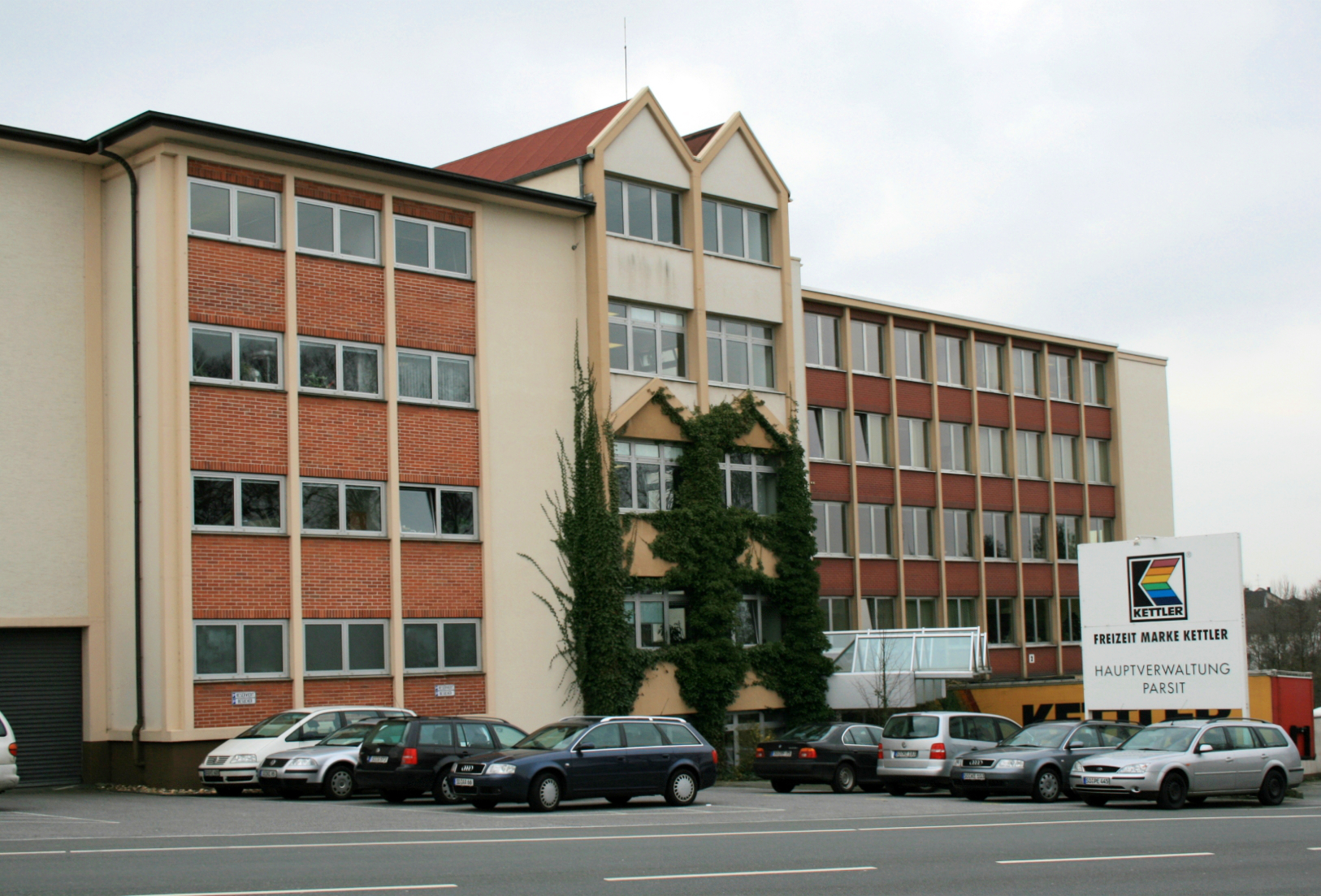
Verwaltungsgebäude in Ense-Parsit

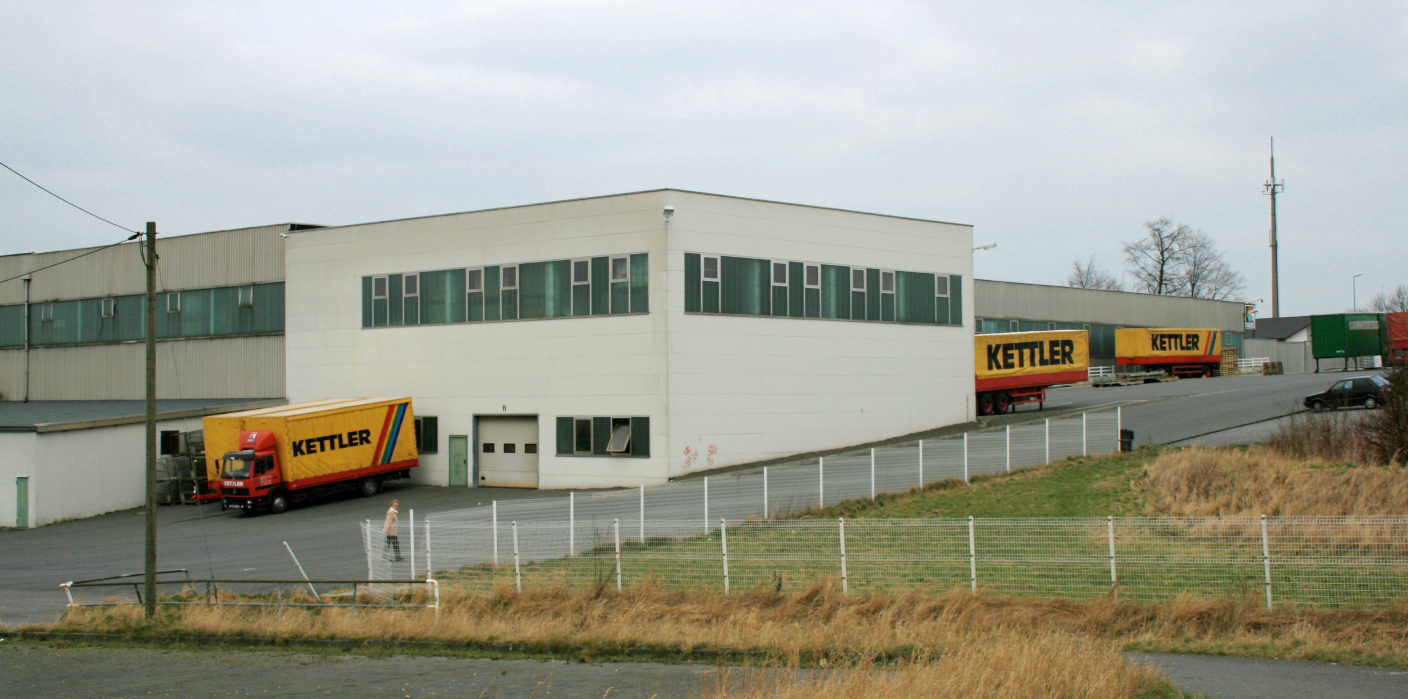
Kettler-Werk in Ense-Parsit

Das Unternehmen hatte seinen Stammsitz in Ense-Parsit in Nordrhein-Westfalen. Dort befand sich die Hauptverwaltung. In der Nachbarstadt Werl unterhielt Kettler insgesamt vier Werke. Das Werk „Mersch“ war das größte innerhalb der Unternehmensgruppe und beherbergte überdies ein großes Zentrallager und die Produktionsstätte des Kunststoffbereichs, die ebenfalls zum Unternehmen gehörte. Die Werke Werl-Sönnern I und II an der Hammer Straße in Werl produzierten u. a. Tischtennisplatten, Sportgeräte, Gartenmöbel aus Aluminium sowie Spielgeräte und Spielfahrzeuge.
Das Unternehmen hatte Niederlassungen in den USA, den Niederlanden, Österreich, Polen, England und Frankreich.
Kettler hatte drei Ladengeschäfte für Fabrikverkauf, in denen Produkte zweiter Wahl und Auslaufware vertrieben wurden: in Bokeloh, Werl und Kamen.

## Geschichte
Das Unternehmen wurde 1949 von Heinz Kettler in Parsit (heute ein Ortsteil von Ense im Kreis Soest) gegründet.

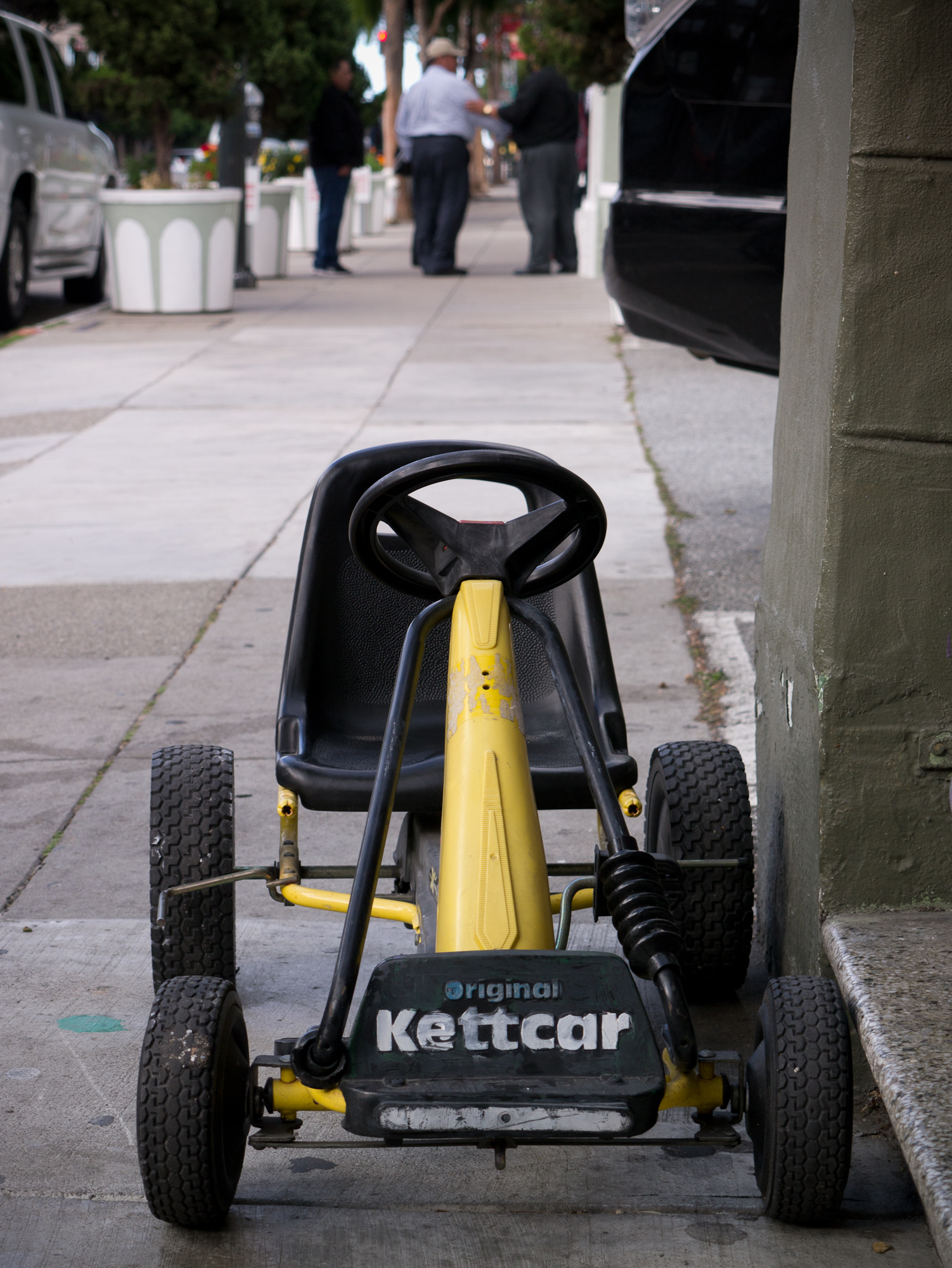
Ein Kettler-Kettcar von vorne (2015)

1962 brachte das Unternehmen das Tretauto Kettcar als Kinderspielzeug auf den Markt, das ein weltweiter Erfolg wurde; es wurden etwa 15 Millionen Exemplare verkauft. 1977 wurde das Kettler Alu-Rad 2600 veröffentlicht, ein Fahrrad mit Aluminiumrahmen mit einem Gesamtgewicht von 13 kg. Auch als Hersteller von Gartenmöbeln war Kettler lange erfolgreich.
Heinz Kettler wollte seinen gleichnamigen Sohn zum Nachfolger aufbauen, doch kam dieser 1981 bei einem Autounfall ums Leben. Heinz Kettler starb 2005 im Alter von 77 Jahren. Das Unternehmen wurde danach von seiner Tochter, der Biologin Karin Kettler, als Alleingesellschafterin geführt. Zu diesem Zeitpunkt war das Unternehmen bereits in Schwierigkeiten. Am 3. Juni 2015 stellte es schließlich beim Amtsgericht Arnsberg einen Antrag auf Eröffnung eines Insolvenzverfahrens in Eigenverwaltung, um die unkontrollierte Übernahme durch einen Finanzinvestor zu verhindern.
Im Zuge des laufenden Insolvenzverfahrens ging im Dezember 2015 die Kettler-Fahrradsparte an die ZEG Zweirad-Einkaufs-Genossenschaft eG über und ist seitdem nicht mehr Teil der verbliebenen Kettler-Gruppe. Die ZEG gründete dafür die Kettler Alu-Rad GmbH neu und führt das Fahrradwerk im saarländischen Hanweiler mit den seinerzeit 80 Beschäftigten in eigener Regie weiter.
Am 31. März 2016 wurde das Insolvenzverfahren gegen die Heinz Kettler GmbH & Co. KG aufgehoben. Am 1. November 2016 ging der Geschäftsbetrieb des Unternehmens mit landesverbürgter Finanzierung auf die Kettler GmbH über. Die Heinz Kettler GmbH & Co. KG wickelte lediglich den Insolvenzplan ab.
Das Bundeskartellamt verhängte im Dezember 2016 Bußgelder von 4,43 Millionen Euro wegen illegaler Methoden zur Preisdurchsetzung gegen fünf deutsche Möbelhersteller, darunter auch gegen die Heinz Kettler GmbH. Bei einigen der Möbelhersteller wurden die Strafen gesenkt, weil sie finanzielle Probleme hatten und in einem Sanierungs- oder Umstrukturierungsprozess waren.
Nach Beendigung des Insolvenzverfahrens zog Karin Kettler sich aus dem operativen Geschäft zurück. Sie starb am 3. März 2017 im Alter von 57 Jahren, eine Woche nach einem schweren Autounfall. Nach ihrem Tod wurden die noch in ihrem Eigentum stehenden Unternehmen und Immobilien auf die bereits 1999 gegründete Heinz-Kettler-Stiftung übertragen, die mit den hieraus entstehenden Erträgen Projekte aus dem Bereich des Behindertensports fördert.

### Nach dem Tod der Familienmitglieder (2017)
Im Juli 2018 meldete das Unternehmen erneut Insolvenz an; es hatte zu dieser Zeit 730 Mitarbeiter. Am 1. Oktober 2018 eröffnete das Amtsgericht Arnsberg das Insolvenzverfahren in Eigenverwaltung und bestellte Rechtsanwalt Horst Piepenburg zum Sachwalter.
Im Dezember 2018 erwarb der Finanzinvestor Lafayette Mittelstand Capital das Unternehmen. Ende Juli 2019 stellten die Kettler Freizeit GmbH und die Kettler Plastics GmbH Antrag auf Insolvenz in Eigenverwaltung.
Am 11. Oktober 2019 wurde durch den Gläubigerausschuss das endgültige Aus für die Unternehmen Kettler Freizeit GmbH und Kettler Plastics GmbH beschlossen und die Mitarbeiter hierüber am 14. Oktober 2019 informiert. Die Produktion wurde Ende Januar 2020 eingestellt. Einige Bereiche werden seitdem durch die Kettler Holding GmbH weitergeführt. Die Gartenmöbel werden durch die Kettler Home & Garden GmbH vertrieben. 2020 erwarb das Schweizer Unternehmen Trisport die Markenrechte für die Sportbereiche von Kettler; es ließ die bislang zur Hälfte in Deutschland verbliebenen Produktionslinien in Ningbo (China) wieder aufstellen. Trisport hatte sich zum Ziel gesetzt, die Qualität aufrechtzuerhalten und die Heimtrainer auch in für diesen Bereich unüblichen Farben anzubieten.
Im Dezember 2024 übernahm die Fitshop Gruppe, ein europaweit agierender Fachhändler für Heimfitnessgeräte mit Sitz in Schleswig, die Markenrechte im Bereich Sportgeräte. Fitshop plant die Weiterentwicklung des Sortiments, das verschiedene Arten von Fitnessgeräten wie Crosstrainer, Laufbänder, Rudergeräte und Ergometer umfasst.

## Produkte

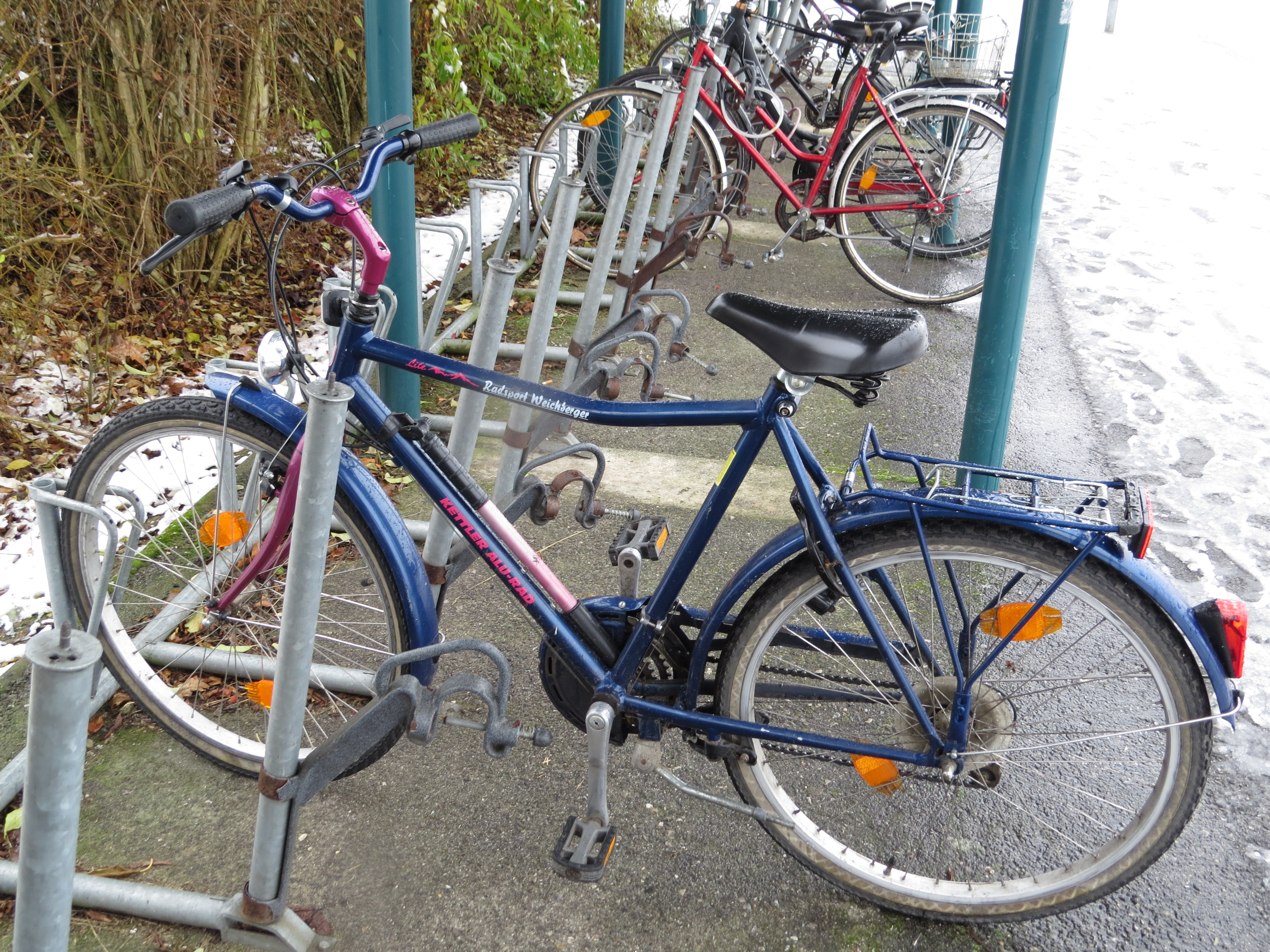
Kettler-Alu-Rad am Bahnhof Ybbs an der Donau, Österreich (2017)

Das Kettler-Alu-Rad 2600 war 1977 das wohl weltweit erste geschweißte Großserien-Aluminium-Fahrrad: „Das direkte Verschweißen von Alurohren in Großserie wagte erst […] Heinz Kettler […] mit dem ‚Typ 2600‘.“ (Grundsätzlich waren Räder mit Aluminium-Rahmen bereits seit den 1890er Jahren in Produktion.) Das Modell Alu-Rad 2600 entwickelte sich zu einem der erfolgreichsten Modelle seiner Klasse in Deutschland; Kettler legte das Modell 2009 erneut auf, um das 30-jährige Jubiläum des Alu-Rades zu begehen.
Ein weiterer Bereich war die Herstellung von Kinderfahrzeugen wie Tretrollern, Rutsch-Fahrzeugen sowie Lauf- und Dreirädern.
Im Bereich der Sportartikel war Kettler insbesondere durch die Fertigung von Tischtennisplatten sowie entsprechendem Zubehör wie Tischtennisschlägern und -bällen bekannt. Außerdem wurden verschiedene Heimtrainer-Produkte produziert.